# Arcidiocesi di León

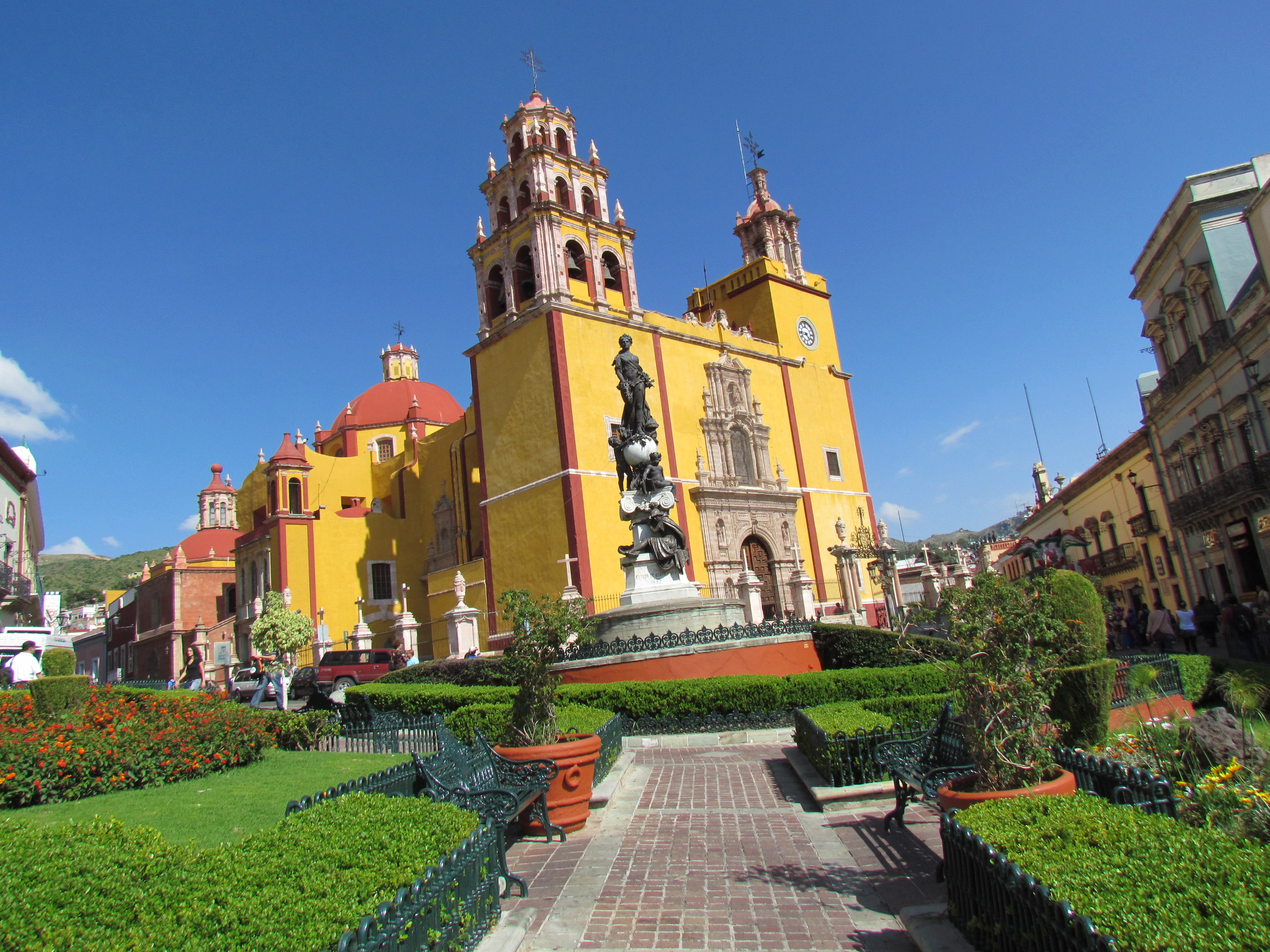
La basilica minore di Nostra Signora di Guanajuato.

L'arcidiocesi di León (in latino: Archidioecesis Leonensis) è una sede metropolitana della Chiesa cattolica in Messico. Nel 2021 contava 2.226.722 battezzati su 2.447.649 abitanti. È retta dall'arcivescovo Jaime Calderón Calderón.

## Territorio
L'arcidiocesi comprende 9 comuni dello stato messicano di Guanajuato: Manuel Doblado, Guanajuato, León, Ocampo, Purísima del Rincón, Romita, San Felipe, San Francisco del Rincón e Silao.
Sede arcivescovile è la città di León, dove si trova la cattedrale di Maria Santissima della Luce. A Guanajuato sorge la basilica minore di Nostra Signora di Guanajuato.
Il territorio si estende su una superficie di 8.110 km² ed è suddiviso in 132 parrocchie, raggruppate in 17 decanati, che a loro volta fanno capo a 6 zone pastorali.

### Provincia ecclesiastica
La provincia ecclesiastica di León, istituita nel 2006 con il nome di provincia ecclesiastica di Bajío, comprende le seguenti suffraganee:
- la diocesi di Celaya eretta nel 1973;
- la diocesi di Irapuato eretta nel 2004;
- la diocesi di Querétaro eretta nel 1863.

## Storia
La diocesi di León fu eretta il 26 gennaio 1863 con la bolla Gravissimum sollicitudinis di papa Pio IX, ricavandone il territorio dalla diocesi di Michoacán (oggi arcidiocesi di Morelia), che fu contestualmente elevata al rango di arcidiocesi metropolitana. La sede di León era originariamente suffraganea della diocesi madre.
Il 13 ottobre 1973 cedette una porzione del suo territorio a vantaggio dell'erezione della diocesi di Celaya.
Il 5 novembre 1988 passò dalla provincia ecclesiastica dell'arcidiocesi di Morelia a quella dell'arcidiocesi di San Luis Potosí.
Il 3 gennaio 2004 cedette un'altra porzione del suo territorio a vantaggio dell'erezione della diocesi di Irapuato.
Il 25 novembre 2006 con la bolla Mexicani populi di papa Benedetto XVI la diocesi è stata elevata al rango di arcidiocesi metropolitana, assegnandole come suffraganee le diocesi di Celaya, di Irapuato e di Querétaro. Nella bolla la provincia ecclesiastica prende il nome di Bajío.
Nel mese di marzo del 2012 l'arcidiocesi ha ricevuto la visita pastorale dello stesso papa Benedetto XVI.

## Cronotassi dei vescovi
Si omettono i periodi di sede vacante non superiori ai 2 anni o non storicamente accertati.
- José María de Jesús Diez de Sollano y Dávalos † (19 marzo 1863 - 7 giugno 1881 deceduto)
- Tomás Barón y Morales † (25 settembre 1882 - 19 gennaio 1898 deceduto)
- Santiago de los Santos Garza Zambrano † (12 febbraio 1898 - 2 marzo 1900 nominato arcivescovo di Linares o Nueva León)
- Leopoldo Ruiz y Flores † (12 novembre 1900 - 14 settembre 1907 nominato arcivescovo di Linares o Nueva León)
- José Mora y del Río † (15 settembre 1907 - 2 dicembre 1908 nominato arcivescovo di Città del Messico)
- Emeterio Valverde y Télles † (7 agosto 1909 - 26 dicembre 1948 deceduto)
- Manuel Martín del Campo Padilla † (26 dicembre 1948 succeduto - 10 giugno 1965 nominato arcivescovo coadiutore di Morelia)[5]
- Anselmo Zarza Bernal † (13 gennaio 1966 - 4 gennaio 1992 ritirato)
- Rafael García González † (4 gennaio 1992 - 8 novembre 1994 deceduto)
- José Guadalupe Martín Rábago (23 agosto 1995 - 22 dicembre 2012 ritirato)
- Alfonso Cortés Contreras (22 dicembre 2012 - 4 luglio 2024 ritirato)
- Jaime Calderón Calderón, dal 4 luglio 2024

## Statistiche
L'arcidiocesi nel 2021 su una popolazione di 2.447.649 persone contava 2.226.722 battezzati, corrispondenti al 91,0% del totale.
| anno | popolazione | popolazione | popolazione | presbiteri | presbiteri | presbiteri | presbiteri                | diaconi | religiosi | religiosi | parrocchie |
| anno | battezzati  | totale      | %           | numero     | secolari   | regolari   | battezzati per presbitero | diaconi | uomini    | donne     | parrocchie |
| ---- | ----------- | ----------- | ----------- | ---------- | ---------- | ---------- | ------------------------- | ------- | --------- | --------- | ---------- |
| 1948 | 570.400     | 575.000     | 99,2        | 221        | 185        | 36         | 2.580                     |         | 57        | 562       | 50         |
| 1966 | 999.000     | 110.642     | 902,9       | 357        | 274        | 83         | 2.798                     |         | 146       | 1.100     | 37         |
| 1970 | 1.195.478   | 1.206.435   | 99,1        | 367        | 266        | 101        | 3.257                     |         | 132       | 1.532     | 43         |
| 1976 | 999.764     | 1.004.236   | 99,6        | 303        | 209        | 94         | 3.299                     |         | 163       | 1.042     | 55         |
| 1980 | 1.117.931   | 1.127.395   | 99,2        | 319        | 205        | 114        | 3.504                     |         | 313       | 1.025     | 62         |
| 1990 | 2.675.000   | 2.745.000   | 97,4        | 318        | 215        | 103        | 8.411                     |         | 171       | 1.018     | 82         |
| 1999 | 2.939.168   | 3.090.000   | 95,1        | 376        | 239        | 137        | 7.816                     |         | 279       | 480       | 110        |
| 2000 | 3.058.967   | 3.199.204   | 95,6        | 409        | 252        | 157        | 7.479                     |         | 194       | 1.102     | 113        |
| 2001 | 3.364.864   | 3.519.124   | 95,6        | 389        | 252        | 137        | 8.650                     |         | 145       | 1.528     | 115        |
| 2002 | 3.081.802   | 3.210.211   | 96,0        | 389        | 252        | 137        | 7.922                     | 4       | 145       | 1.443     | 119        |
| 2003 | 3.356.804   | 3.885.116   | 86,4        | 426        | 245        | 181        | 7.879                     | 4       | 189       | 1.459     | 119        |
| 2004 | 3.416.000   | 3.795.967   | 90,0        | 388        | 226        | 162        | 8.804                     |         | 170       | 1.326     | 98         |
| 2013 | 2.437.253   | 2.910.390   | 83,7        | 348        | 230        | 118        | 7.003                     | 12      | 197       | 665       | 123        |
| 2016 | 2.696.597   | 2.955.369   | 91,2        | 379        | 235        | 144        | 7.115                     | 13      | 239       | 642       | 123        |
| 2019 | 2.777.160   | 3.043.770   | 91,2        | 571        | 425        | 146        | 4.863                     | 11      | 234       | 270       | 125        |
| 2021 | 2.226.722   | 2.447.649   | 91,0        | 375        | 236        | 139        | 5.937                     | 10      | 217       | 273       | 132        |